# بيتر إراسموس مولر
بيتر إراسموس مولر (بالدنماركية: Peter Erasmus Müller)‏ هو لغوي ومؤرخ وأستاذ جامعي وقسيس دنماركي، ولد في 29 مايو 1776 في كوبنهاغن في الدنمارك، وتوفي في 4 سبتمبر 1834.